# Roc de Neret
El Roc de Neret és un serrat acinglerat que està del tot inclòs en el terme d'Isona i Conca Dellà, dins de l'antic terme d'Orcau, a l'extrem nord-oest del municipi (nou i vell). Forma part de la serra de Coll, de la qual és el punt més alt.
Pels seus vessants sud-occidentals passa el termenal que separa el terme esmentat del de Tremp, dins dels seus antics termes de Vilamitjana i Suterranya.
Forma part dels contraforts sud-occidentals de la muntanya de Sant Corneli, i forma un dels límits del nord-oest del terme d'Isona i Conca Dellà, i un dels de llevant del de Tremp.
Assoleix els 905,8 m. alt., i en el seu cim hi ha una antena de telecomunicacions que serveix la Conca de Tremp.
Dalt del Roc de Neret hi ha les restes d'un poblat altmedieval o anterior, anomenat Despoblat de Neret, que sovint és situat dins del municipi de Tremp, a l'antic terme de Vilamitjana.